# Waimanu
Waimanu manneringi — викопний вид пінгвінів, що існував у палеоцені (58 млн років тому).

## Історія досліджень
Викопні рештки птаха знайдені у 1980 році у відкладеннях формації Кокоаму Грінсанд поблизу річки Вайпара в регіоні Кентербері, Нова Зеландія. Була виявлена асоційована частина скелета з правим тибіотарсусом, проксимальна частина фібули, тарсометатарсус і таз із синсакрумом та чотирма хвостовими хребцями. На основі решток у 2006 році було описано вид Waimanu manneringi. З іншого набору кісток було описано вид Waimanu tuatahi, який у 2018 році виокремлено у монотиповий рід Muriwaimanu.